# کرکر (تونس)
کرکر (به عربی: کرکر) یک منطقهٔ مسکونی در تونس است که در استان مهدیه واقع شده‌است. کرکر ۷٬۴۶۷ نفر جمعیت دارد.